# Абагайтуй (село)
Абагайту́й (рос. Абагайтуй) — село у складі Забайкальського району Забайкальського краю, Росія. Адміністративний центр та єдиний населений пункт Абагайтуйського сільського поселення.

## Географія
Село розташоване на лівому березі річки Аргунь, за 37 км на південний схід від районного центру селища Забайкальськ.

### Клімат
У селі різко-континентальний клімат зі спекотним літом та холодною зимою.
| Кліматограма Абагайтуй                                                                | Кліматограма Абагайтуй | Кліматограма Абагайтуй | Кліматограма Абагайтуй | Кліматограма Абагайтуй | Кліматограма Абагайтуй | Кліматограма Абагайтуй | Кліматограма Абагайтуй | Кліматограма Абагайтуй | Кліматограма Абагайтуй | Кліматограма Абагайтуй | Кліматограма Абагайтуй |
| ------------------------------------------------------------------------------------- | ---------------------- | ---------------------- | ---------------------- | ---------------------- | ---------------------- | ---------------------- | ---------------------- | ---------------------- | ---------------------- | ---------------------- | ---------------------- |
| С                                                                                     | Л                      | Б                      | К                      | Т                      | Ч                      | Л                      | С                      | В                      | Ж                      | Л                      | Г                      |
| 7 −21 −29                                                                             | 6 −14 −24              | 6 −1 −17               | 10 13 −5               | 44 25 3                | 111 32 11              | 128 29 15              | 57 29 14               | 36 22 5                | 13 10 −6               | 10 −4 −17              | 8 −19 −25              |
| Середня макс. і мін. температури повітря (°C) Атмосферні опади (мм), за рік : 436 мм. |                        |                        |                        |                        |                        |                        |                        |                        |                        |                        |                        |

## Історія
Село засноване 1728 року після підписання Буринського трактату 1727 року як прикордонний караул Абагайтуйський на російсько-китайському кордоні.

## Населення
Населення — 687 осіб (2010; 918 у 2002).
Національний склад (станом на 2002 рік):
- росіяни — 88 %